# 中山竜次

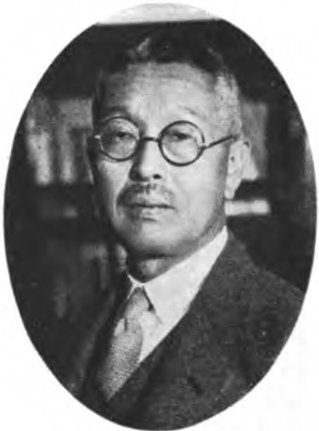
中山竜次

中山 龍次（なかやま りゅうじ、1874年（明治7年）1月1日 - 1962年（昭和32年）6月29日）は、日本の逓信官僚。新潟県十日町市長。

## 経歴
新潟県中魚沼郡十日町村（現在の十日町市）出身。1892年（明治25年）、東京郵便電信学校を卒業。逓信技手に任じられ、東京郵便電信学校教授、通信技師、逓信技師を歴任した。イギリス・ドイツ留学後、1913年（大正2年）から在官のまま中華民国交通部顧問を務めた。
1928年（昭和3年）に退官した後は日本放送協会関東支部常務理事となり、1934年（昭和9年）からは日本放送協会常務理事・業務局長となった。1937年（昭和12年）に退任した後は、1938年（昭和13年）から電気通信協会初代会長を務めた。
戦後の1947年（昭和22年）、十日町町長に当選して2期在任し、信濃川の堤防建設や中学校・伝染病院・町役場・電報電話局・郵便局の新築に尽力した。1954年（昭和27年）、市制が施行されると初代市長に就任した。